# Codex Seraphinianus
Codex Seraphinianus, xuất bản lần đầu năm 1981, là một bách khoa toàn thư minh họa về một thề giới phi thực, được sáng tạo bởi nghệ sĩ và nhà thiết kế người Ý Luigi Serafini trong vòng mười 13 tháng, từ 1976 tới 1978. Quyển sách dài chừng 360 trang (tùy theo ấn bản), viết bằng một bảng chữ cái của một ngôn ngữ hư cấu.
Quyển sách hiện đã được xuất bản tại nhiều quốc gia.

## Mô tả
Đây là một bách khoa toàn thư được viết theo phong cách thủ bản với những tranh minh họa màu chì, vẽ tay đa dạng về các đề tài như thực vật, động vật, cấu tạo cơ thể, thời trang và thực phẩm. Nó từng được so sánh với bản thảo Voynich, Tlön, Uqbar, Orbis Tertius, những tác phẩm của M.C. Escher và Hieronymus Bosch.
Hình minh họa thường là bản nhại siêu thực của những thứ trong thế giới thực như trái cây chảy máu; một cái cây mọc thành hình một chiếc ghế rồi sau đó thực sự trở thành ghế; một cặp đôi đang làm tình biến thành một con cá sấu;... Có những hình có thể dễ dàng nhận ra là bản đồ hay mặt người. Ngược lại, đặc biệt trong chương về "vật lý", nhiều hình ảnh gần như hoàn toàn xa lạ.